# Neophrissoma rotundipennis
Neophrissoma rotundipennis là một loài bọ cánh cứng trong họ Cerambycidae.